# 좌동
좌동(佐洞)은 대한민국 부산광역시 해운대구에 있는 법정동이다. 행정동으로는 좌1~4동으로 나뉜다.
춘천천의 좌(왼쪽)쪽에 있어서 지어진 지명이다.

## 주요 기관
- 부산환경공단 해운대사업단
- 해운대구보건소
- 해운대교육지원청

## 의료
- 인제대학교 해운대백병원

## 유통
- 좌동재래시장
- NC백화점 해운대점

## 교통
- 장산역
- 신해운대역

## 교육
- 부흥초등학교
- 상당초등학교
- 신곡초등학교
- 신도초등학교
- 양운초등학교
- 좌동초등학교
- 좌산초등학교
- 해송초등학교
- 부흥중학교
- 상당중학교
- 신곡중학교
- 신도중학교
- 양운중학교
- 부산부흥고등학교
- 부산신도고등학교
- 양운고등학교

## 주거
| 단지명                  | 건설사                           | 시행사                           | 주소                          | 입주        | 비고 |
| ----------------------- | -------------------------------- | -------------------------------- | ----------------------------- | ----------- | ---- |
| 해운대 효성코오롱       | 효성중공업㈜ 건설부문 코오롱건설 | 효성중공업㈜ 건설부문 코오롱건설 | 해운대구 대천로 35            | 1997년 3월  |      |
| 해운대 신성             | ㈜신성                           | ㈜신성                           | 해운대구 대천로67번길 15      | 1996년 5월  |      |
| 해운대 대창             | 대창기업㈜                       | 대창기업㈜                       | 해운대구 대천로67번길 7       | 1996년 10월 |      |
| 해운대 한일             | ㈜한일건설                       | ㈜한일건설                       | 해운대구 대천로 56            | 1996년 6월  |      |
| 해운대 대동             | 대동주택㈜ 무학건설㈜            | ㈜대동                           | 해운대구 대천로103번길 29     | 1996년 5월  |      |
| 해운대 대원             | ㈜대원                           | ㈜대원                           | 해운대구 좌동순환로 252       | 1998년 10월 |      |
| 해운대 화목타운         | 화목주택㈜                       | 화목주택㈜                       | 해운대구 대천로 187           | 1996년 11월 |      |
| 해운대 삼환             | 삼환기업㈜                       | 삼환기업㈜                       | 해운대구 좌동순환로299번길 22 | 1998년 10월 |      |
| 해운대 경남             | 경남기업                         | 경남기업                         | 해운대구 좌동순환로99번길 22  | 1997년 5월  |      |
| 해운대 경남선경         | 경남기업                         | 선경건설                         | 해운대구 청사포로 27          | 1996년 11월 |      |
| 해운대 엘지             | 엘지건설㈜                       | 엘지건설㈜                       | 해운대구 대천로103번길 61     | 1996년 10월 |      |
| 해운대 두산 1차         | 두산건설 동국산업                | 두산건설 동국산업                | 해운대구 양운로 182           | 1996년 11월 |      |
| 해운대 두산 2차         | 두산건설                         | 두산건설                         | 해운대구 대천로 225           | 1996년 10월 |      |
| 해운대 벽산 1차         | 벽산건설                         | ㈜벽산개발                       | 해운대구 대천로 205           | 1996년 8월  |      |
| 해운대 벽산 2차         | 벽산건설                         | 벽산건설                         | 해운대구 좌동순환로299번길 11 | 1996년 11월 |      |
| 해운대 동신             | ㈜동신                           | ㈜동신                           | 해운대구 좌동순환로217번길 7  | 1996년 5월  |      |
| 해운대 삼성             | 삼성물산㈜ 건설부문              | 삼성물산㈜ 건설부문              | 해운대구 세실로 174           | 1997년 3월  |      |
| 해운대 한라             | ㈜한라건설                       | ㈜한라건설                       | 해운대구 좌동순환로 280       | 1996년 10월 |      |
| 해운대 현대             | 현대산업개발                     | 현대산업개발                     | 해운대구 양운로37번길 11      | 1996년 5월  |      |
| 해운대 롯데 2차         | 롯데건설                         | 롯데건설                         | 해운대구 좌동순환로 117       | 1998년 4월  |      |
| 해운대 롯데 3차         | 롯데건설                         | 롯데건설                         | 해운대구 세실로 138           | 1997년 11월 |      |
| 해운대 롯데 4차         | 롯데건설                         | 롯데건설                         | 해운대구 좌동순환로217번길 8  | 1999년 10월 |      |
| 해운대 동부             | 동부건설                         | 동부건설                         | 해운대구 세실로 158           | 1996년 12월 |      |
| 해운대 대림 1차         | 대림산업                         | 대림산업                         | 해운대구 대천로103번길 47     | 1996년 12월 |      |
| 해운대 대림 2차         | 대림산업                         | 대림산업                         | 해운대구 대천로103번길 9      | 1997년 3월  |      |
| 해운대 대림 3차         | 대림산업                         | 대림산업                         | 해운대구 좌동순환로99번길 6   | 1997년 10월 |      |
| 해운대 대우 1차         | 대우㈜ 건설부문                  | 대우㈜ 건설부문                  | 해운대구 세실로 19            | 1996년 9월  |      |
| 해운대 대우 2차         | 대우㈜ 건설부문                  | 대우㈜ 건설부문                  | 해운대구 좌동순환로 275       | 1998년 6월  |      |
| 해운대 엘아이지건영 1차 | 건영                             | ㈜건영                           | 해운대구 좌동순환로217번길 19 | 1998년 11월 |      |
| 해운대 엘아이지건영 2차 | 건영                             | 군인공제회                       | 해운대구 세실로 126           | 1997년 9월  |      |
| 해운대 영남             | 영남건설㈜                       | 영남건설㈜                       | 해운대구 좌동순환로311번길 8  | 1996년 8월  |      |
| 해운대 상록             | 국제종합토건㈜                   | 공무원연금공단                   | 해운대구 세실로 7             | 1998년 7월  |      |